# Олаксовые
Олаксовые (лат. Olacaceae) — семейство двудольных растений, входящее в порядок Санталоцветные, включающее в себя 16 родов.
Роды семейства распространены в тропических и отчасти субтропических областях Африки, муссонной Азии, Австралии и Южной Америки.

## Роды
- Anacolosa
- Aptandra
- Cathedra
- Chaunochiton — Хаунохитон
- Curupira
- Douradoa
- Dulacia
- Harmandia
- Malania
- Olax typus — Олакс
- Ongokea
- Phanerodiscus
- Ptychopetalum
- Strombosia Blume
- Ximenia — Ксимения